# Animal Magnetism
Animal Magnetism és el setè àlbum d'estudi del grup de Heavy Metal alemany Scorpions. Amb el disc es va iniciar una etapa de comercialització, que significaria un gran ascens al mercat musical dels Estats Units. Va ser certificat per la RIAA amb Or el 8 de març de 1984 i Platí el 28 d'octubre de 1991.

## Llista de cançons
1. "Make It Real" (Rudolf Schenker, Herman Rarebell) – 3:49
2. "Don't Make No Promises (Your Body Can't Keep)" (Matthias Jabs, Rarebell) – 2:55
3. "Hold Me Tight" (Schenker, Klaus Meine, Rarebell) – 3:53
4. "Twentieth Century Man" (Schenker, Meine) – 3:00
5. "Lady Starlight" (Schenker, Meine) – 6:11
6. "Falling in Love" (Rarebell) – 4:09
7. "Only a Man" (Schenker, Meine, Rarebell) – 3:32
8. "The Zoo" (Schenker, Meine) – 5:28
9. "Animal Magnetism" (Schenker, Meine, Rarebell) – 5:56

### Cançó extra
1. "Hey You" (cantat per Rudolf Schenker) (no està en totes les versions)

## Formació
- Klaus Meine: Cantant
- Rudolf Schenker: Guitarra
- Matthias Jabs: Guitarra
- Francis Buchholz: Baix
- Herman Rarebell: bateria

- Produït per Dieter Dierks per a Breeze-Music